# ゾルターン・フェケテ
ゾルターン・フェケテ（ハンガリー語: Zoltán Fekete、1909年7月25日 - 1978年）は、ハンガリーの指揮者。

## 経歴
1909年、オーストリア＝ハンガリー帝国・ブダペストで生まれた。プラハ交響楽団の指揮者を務めた。特に、ダンディ･マスネ等のフランス近代音楽を得意としていた。